# Acidi grassi a catena lunga
Gli acidi grassi a catena lunga o LCFA, dall'inglese long chain fatty acids, sono una classe di acidi grassi con una catena alifatica composta da un numero di atomi di carbonio superiore a 12. C'è un'ulteriore classificazione che distingue gli acidi grassi a catena lunga da quelli a catena molto lunga (VLCFA), caratterizzati da un numero di atomi di carbonio da 22 e superiori. In questo senso, gli LCFA sarebbero composti più precisamente da un numero di atomi di carbonio compresi tra 14 e 20. Al contrario degli acidi grassi a catena corta (SCFA) e media (MCFA) che sono tutti saturi (SFA), quelli a catena lunga si suddividono tra saturi, monoinsaturi (MUFA) e polinsaturi (PUFA). Tali acidi grassi sono più comunemente riconosciuti nella forma di trigliceridi a catena lunga (LCT) dall'inglese long chain triglycerides, per la loro esterificazione a formare trigliceridi.

## Digestione e assorbimento
Gli acidi grassi a catena lunga sono assorbiti con più difficoltà rispetto a quelli a catena corta e media, soprattutto se presenti nelle posizioni 1 e 3 dei trigliceridi. Tra gli acidi grassi a catena lunga, quelli insaturi vengono però assorbiti meglio dei saturi. Queste proprietà sono causate dalla loro diversa solubilità in acqua, che condiziona il loro assorbimento. La digestione degli LCT richiede l'attivazione della lipasi pancreatica e dei sali biliari. I prodotti di questa idrolisi enzimatica sono monogliceridi e acidi grassi liberi (FFA o NEFA) che vengono assorbiti dagli enterociti (cellule del intestino tenue) e riesterificati a trigliceridi, incorporati nei chilomicroni e assorbiti per via linfatica.

## Principali LCFA

### LCFA saturi
| N° atomi di C: n° doppi legami | Nome comune     | Nome IUPAC          | Formula chimica         | Punto di fusione (°C) | Fonti                                                      |
| ------------------------------ | --------------- | ------------------- | ----------------------- | --------------------- | ---------------------------------------------------------- |
| 16:0                           | acido palmitico | acido esadecanoico  | C16H32O2 CH3(CH2)14COOH | 62,8                  | grassi animali e vegetali                                  |
| 17:0                           | acido margarico | acido eptadecanoico | C17H34O2 CH3(CH2)15COOH | -                     | grassi animali e vegetali                                  |
| 18:0                           | acido stearico  | acido ottadecanoico | C18H36O2 CH3(CH2)16COOH | 69,6                  | grassi animali e vegetali                                  |
| 19:0                           | -               | acido nonadecanoico | C19H38O2 CH3(CH2)17COOH | -                     | -                                                          |
| 20:0                           | acido arachico  | acido eicosanoico   | C20H40O2 CH3(CH2)18COOH | 75,4                  | in piccole quantità nei semi vegetali e nei grassi animali |

### LCFA monoinsaturi
| N° atomi di C: n° doppi legami | Posizione dei doppi legami | Nome comune        | Nome IUPAC                   | Formula chimica                   | Punto di fusione (°C) | Fonti                                                                            |
| ------------------------------ | -------------------------- | ------------------ | ---------------------------- | --------------------------------- | --------------------- | -------------------------------------------------------------------------------- |
| 16:1                           | 9                          | acido palmitoleico | acido cis-9-esadecenoico     | C16H30O2 CH3(CH2)5CH=CH(CH2)7COOH | -0,5                  | grassi del latte, grassi di riserva degli animali, oli di pesce, grassi vegetali |
| 18:1                           | cis-9                      | acido oleico       | acido cis-9-ottadecenoico    | C18H34O2 CH3(CH2)7CH=CH(CH2)7COOH | 16                    | olio di oliva, in tutti i grassi naturali                                        |
| 18:1                           | trans-9                    | acido elaidinico   | acido trans-9-ottadecenoico  | C18H34O2 CH3(CH2)7CH=CH(CH2)7COOH | -                     | nei grassi dei ruminanti                                                         |
| 18:1                           | 11                         | acido vaccenico    | acido trans-11-ottadecenoico | C18H34O2 CH3(CH2)5CH=CH(CH2)9COOH | -                     | principalmente nei grassi dei ruminanti                                          |
| 20:1                           | 11                         | acido gadoleico    | acido cis-9-eicosenoico      | C20H38O2 CH3(CH2)7CH=CH(CH2)9COOH | -                     | olio di colza                                                                    |

### LCFA polinsaturi
| N° atomi di C: n° doppi legami | Posizione dei doppi legami | Nome comune        | Nome IUPAC                           | Formula chimica | Punto di fusione (°C) | Fonti                                      |
| ------------------------------ | -------------------------- | ------------------ | ------------------------------------ | --------------- | --------------------- | ------------------------------------------ |
| 18:2                           | 9, 12                      | acido linoleico    | acido 9,12-ottadecadienoico          | C18H32O2        | -5                    | olio di girasole                           |
| 18:3                           | 9, 12, 15                  | acido α-linolenico | acido 9,12,15-ottadecatrienoico      | C18H30O2        | -11                   | pesce ricco di grassi, oli vegetali        |
| 18:4                           | 6, 9, 12, 15               | acido stearidonico | acido 6,9,12,15-ottadecatetraenoico  | C18H28O2        | -                     | semi di canapa, olio di semi di ribes nero |
| 20:4                           | 5, 8, 11, 14               | acido arachidonico | acido 5,8,11,14-eicosatetraenoico    | C20H32O2        | -49,5                 | grassi animali, oli di pesce               |
| 20:5                           | 5, 8, 11, 14, 17           | acido timnodonico  | acido 5,8,11,14,17-eicosapentaenoico | C20H30O2        | -                     | oli di pesce                               |